# Xata (higo)
Xata es un cultivar de higuera de tipo higo común Ficus carica, unífera ,es decir, con una sola cosecha por temporada, de verano-otoño. Los higos poseen una epidermis con color de fondo verde intenso, con sobre color verde claro, con lenticelas escasas de tamaño pequeño y color blanco. Está cultivada en la Huerta Valenciana, en la Comunidad Valenciana.

## Sinonimia
- "del Peçonet" en la Huerta Valenciana,[4][5][6]
- "Chata".[7]

## Historia
La variedad 'Xata' es una higuera oriunda de la Huerta Valenciana en la Comunidad Valenciana, donde generalmente se denomina por los lugareños como 'del Peçonet', pero este nombre está muy extendido para denominar a otras muchas variedades todas ellas diferentes entre sí; por lo cual el biólogo Rafa Gozalbo que ha estudiado esta variedad ha decidido de nombrarla Xata:Chata en valenciano, pues es un higo que tiene una morfología de poca alzada y más anchura.
Esta variedad actualmente es muy escasa en la huerta valenciana debido a la desaparición de los animales como el cerdo, que en tiempos pasados en las alquerías de la huerta era alimentado con sus frutos, ya que por sus cualidades organolépticas poco apetecibles no se utilizaba en la alimentación humana. Actualmente si vemos una higuera rodeada por una pared baja de piedra, seguramente los higos no sean de buena calidad puesto que dentro de la valla, antiguamente, vivía un cerdo que se alimentaba de los higos y las brevas de ese árbol.

## Características
La higuera xata es un cultivar unífera de tipo higo común. Árbol de tamaño grande vigoroso. Las hojas son gruesas y de color verde oscuro. Con hojas de 7 lóbulos que son las mayoritarias, y menos de 5 y 3 lóbulos. Xata es una variedad productiva de un rendimiento bueno de higos de otoño.
Los higos 'Xata' [http://2.bp.blogspot.com/-QAXrtKi2dDI/VAWmzUWRK7I/AAAAAAAAAlk/bOugDQkKHaU/s1600/DSCF4335.JPGson frutos globosos achatados de ahí su nombre, que presentan frutos simétricos, de un tamaño grande, de epidermis de color de fondo verde intenso, con sobre color verde claro, con lenticelas escasas de tamaño pequeño y color blanco, cuello muy corto y grueso, pedúnculo muy corto de color verde oscuro, escamas pedunculares grandes verde claro con festón oscuro. Grietas longitudinales y reticulares abundantes sobre todo cuando aumenta la humedad, ostiolo de tamaño medio a grande con escamas ostiolares pequeñas adheridas de color rojo, que se abre en estrella cuando aumenta la humedad ambiental y cuando llueve produciendo un agriado del fruto. Tienen un mesocarpio de color blanco fino alrededor del cuerpo del fruto y más grueso en la zona correspondiente al cuello; cavidad interna pequeña a mediana, aquenios pequeños numerosos. Son de consistencia firme, con pulpa de color rojo a anaranjado, sabor aguazoso y pobres cualidades organolépticas para consumo humano. Son de un inicio de maduración desde el 16 de agosto hasta el 27 de septiembre, y de rendimiento alto.

## Cultivo y usos
Xata, es una variedad de higo que se ha cultivado en la Huerta Valenciana tradicionalmente para alimentación del ganado porcino.